# Sarah Thonig
Sarah Agrippine Thonig (Monaco di Baviera, 16 febbraio 1992) è un'attrice e ballerina tedesca.
È nota, tra l'altro, per il ruolo di Liv Sonntag nel serial televisivo Hotel 13..  Ha recitato inoltre in numerose altre serie televisive tedesche, tra le quali Tempesta d'amore e Il commissario Köster.

## Biografia
Sarah Thonig inizia a recitare nel teatro scolastico, partecipando poi a spettacoli teatrali amatoriali nel teatro della città di Dachau e frequentato vari laboratori teatrali. 
Esordisce sul piccolo schermo nel 2003, a soli 11 anni, nel film TV commedia di ARD Heiraten macht mich nervös.
Dopo aver lavorato in un progetto teatrale amatoriale con persone disabili, dal 2008 al 2010 lavora in diversi spettacoli teatrali presso la Ludwig-Thoma-Haus a Dachau. Nell'estate del 2011, frequenta la Summer Academy alla scuola professionale Schauspiel München.
Nel 2012, ottiene il ruolo principale nell'opera teatrale di Rainer Werner Fassbinder Katzelmacher ("Il fabbricante di gattini"), messa in scena nel Marstall/Junges Residenztheater di Monaco di Baviera.
Nel 2014 entra nel cast del serial TV Hotel 13, sostituendo Julia Schäfle nel ruolo di Liv Sonntag, ruolo che interpreta dall'episodio 121 all'episodio 176.
Nel 2015 prende lezioni di regia e di recitazione con l'attrice tedesca Teresa Harder. Sempre dal 2015 Thonig recita in un ruolo secondario nella serie poliziesca della ZDF Die Rosenheim-Cops, dove lavora a fianco di Ursula Maria Burkhart (che interpreta la collega Marianne Grasegger), interpretando Christin Lange, una delle due receptionist all'interno del quartier generale della polizia di Rosenheim.

## Filmografia
- Heiraten macht mich nervös - film TV (2003)
- 2004: Salzburger Land (Imagefilm)
- 2012: Dahoam is Dahoam (serie televisiva)
- 2012: Lebenslänglich Mord – „Die kleine Königin“
- Hotel 13 - serial TV, 49 episodi (2014) – ruoloː Liv Sonntag
- 2014: Aktenzeichen XY ... ungelöst (serie televisiva, eine Episode)
- 2014: Alles was zählt (serie televisiva, guest star Susi Carstens)
- 2015: Tempesta d'amore (serie televisiva, guest star Becky McPherson)
- 2015: Il commissario Köster - Die Puppenspieler (il burattinaio)
- 2015- in corso: Die Rosenheim-Cops (serie televisiva)
- 2017: Wilsberg (serie televisiva, „Die fünfte Gewalt“, guest star)

## Teatro
- 2012: Katzelmacher – Regia: Anja Sczilinski – Residenztheater München
- 2013: DNA – Regia: Anja Sczilinski – Residenztheater München
- 2014: Frühlingserwachen – Live fast, die young – Regia: Anja Sczilinski – Residenztheater München

## Doppiatrici italiane
- Simona Chirizzi in Hotel 13[1]